# Бронированная медицинская машина

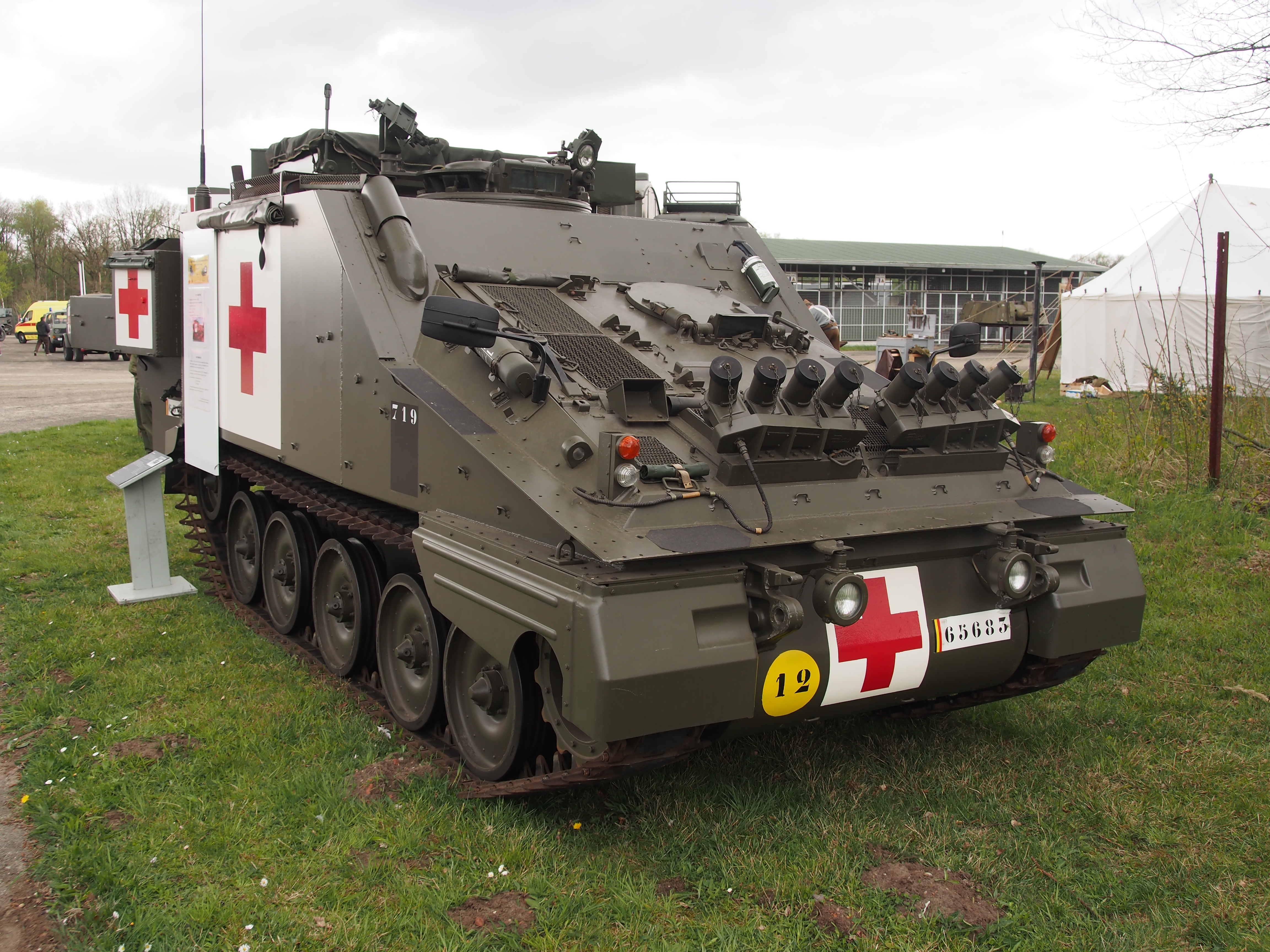
БММ ВС Бельгии FV104 «Samaritan»

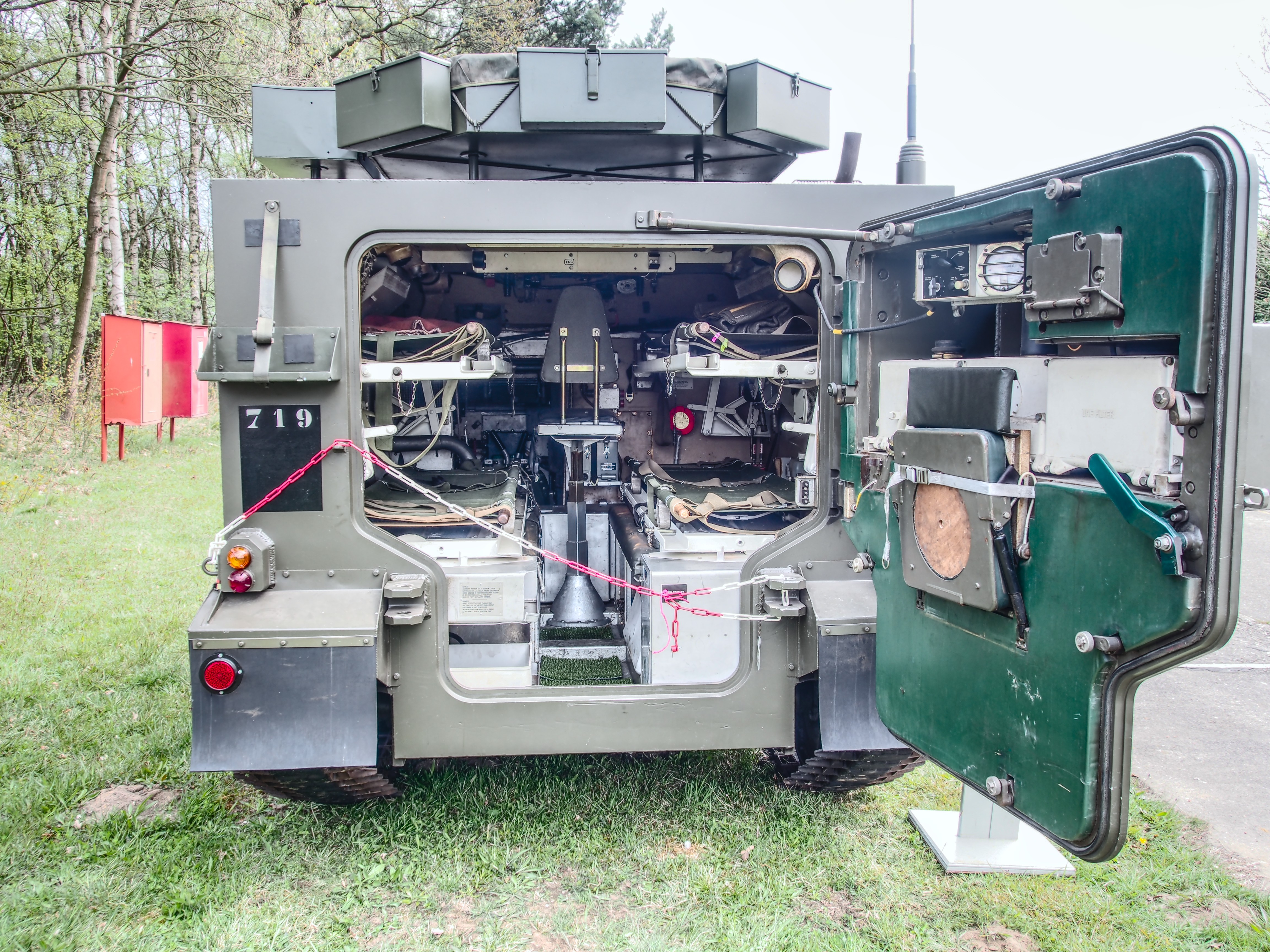
Внутреннее оснащение медицинского отдела БММ на примере FV104 «Samaritan»

Бронированная медицинская машина (БММ) — специально оборудованная либо переоборудованная бронированная техника медицинской службы вооружённых сил. 
БММ относится к категории вспомогательных машин бронетанковой техники. Обеспечивает защиту раненых и больных от пуль, осколков и поражающих факторов оружия массового поражения. В зависимости от комплектации может быть предназначена:
- для розыска и эвакуации раненых с поля боя (санитарный транспортёр);
- медицинским пунктом воинского подразделения (оказание доврачебной помощи);
- подвижной (мобильной) перевязочной (оказание первой врачебной помощи, квалифицированной медицинской помощи в сокращённом объёме).

## История

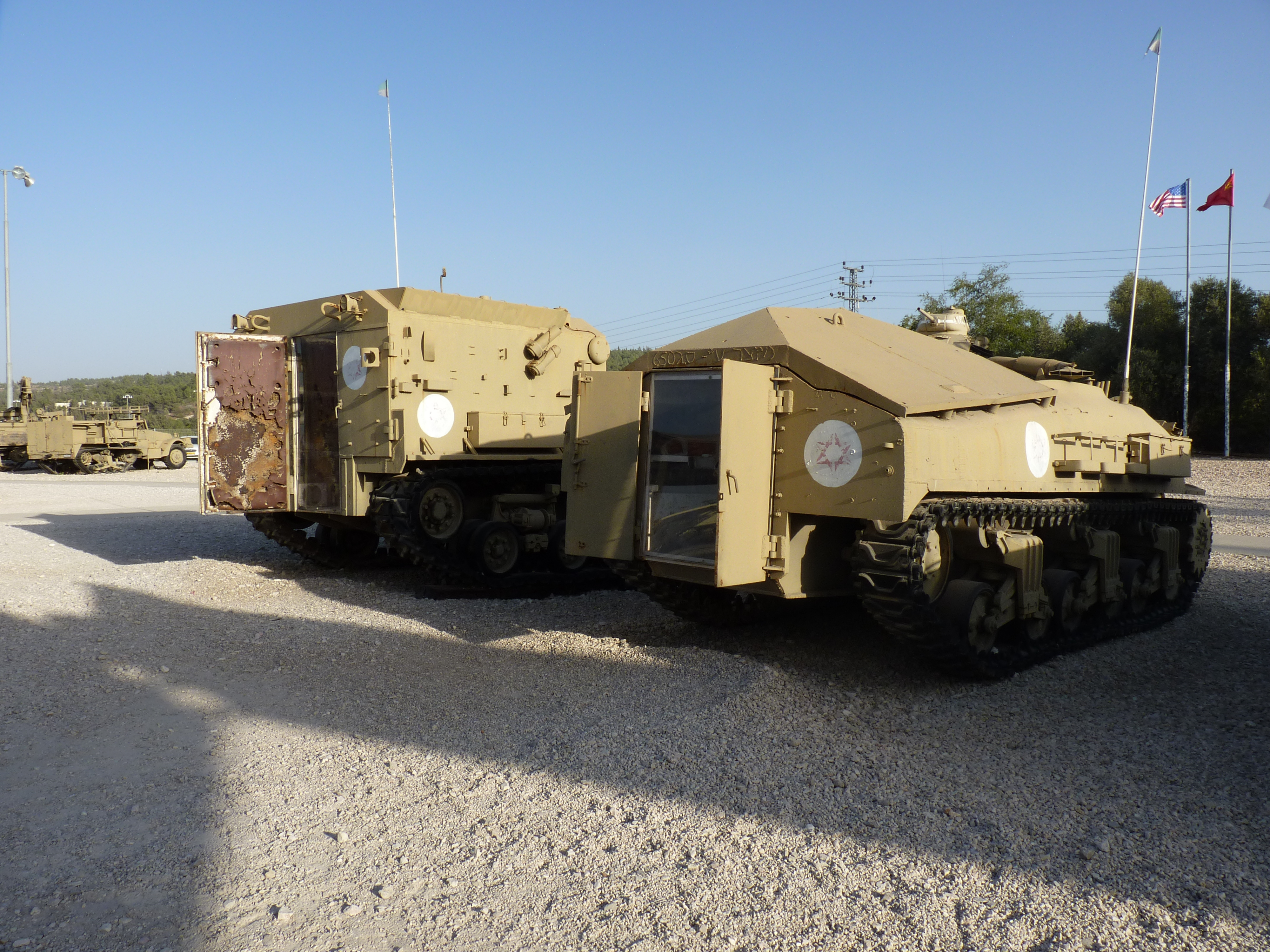
Бронированные медицинские машины на базе танка M4 «Шерман». Израиль, экспонаты музея «Яд ле-Ширьон»

Исход ранения при боевых действиях зависит от сроков и качества оказания медицинской помощи.
В СССР первый образец бронированной санитарно-эвакуационной машины (БА-22 на базе ГАЗ-ААА) был создан в 1937 году.
В годы Великой Отечественной войны военные медики оказывали первую помощь непосредственно на поле боя 84,4 % раненым, а 15,6 % — в медицинских пунктах, медсанбатах и госпиталях. При этом вынос (вывоз) раненых с поля боя осуществлялся непрерывно.
Розыск раненых на поле боя, оказание им первой помощи, сбор и эвакуация в тыл на медицинские пункты проводится в сложной обстановке и сопровождается большой опасностью для жизни. В войнах и боевых конфликтах XX века боевые потери младшего медицинского состава занимали одно из первых мест. Обстрел противника и сильно пересечённая местность не позволяют широко использовать для розыска и вывоза раненых обычные  средства. Вынос раненых осуществлялся на руках, плащ-палатках или волоком по земле. В результате оказание врачебной медицинской помощи затягивалось на несколько часов. В связи с этим в конце XX века во многих странах (США, Германия, Великобритания, Франция, Китай, Россия и другие страны) начали разрабатывать специальные медицинские бронированные  средства — бронированные медицинские машины (БММ). Так, из общего числа военных санитарных машин более 40 % являются бронированными.
В августе 1949 года была принята четвёртая Женевская конвенция (вступившая в силу с 1950 года), в соответствии с которой на бронированные медицинские машины, для их защиты от нападения противника, наносится эмблема Красного Креста или Красного Полумесяца. 

## Основные технические особенности БММ
В основном БММ — это медицинские модификации на базе боевых бронированных машин лёгкой категории и военных многоцелевых автомобилей высокой проходимости. Медицинские модификации обычно унифицированы по основным ТТХ с базовой боевой машиной.
БММ, создаваемые на базе боевых бронированных машин, должны соответствовать определённым медицинским требованиям. Так, наиболее удачная компоновка медицинского (обитаемого) отделения возможна на технике с передним расположением моторно-трансмиссионного отделения. При этом возможно рациональное размещение раненых, медицинского оборудования, обеспечение удобства погрузки-выгрузки раненых, создание оптимальных условий для работы медицинского персонала. У медицинских модификаций увеличена длина корпуса, высота обитаемого отделения, ширина проемов и кормовых дверей, оборудуются устройства и приспособления для погрузки-выгрузки, извлечения раненых из боевых машин и труднодоступных мест.

## Некоторые модели бронированных медицинских машин (транспортёров)
Аргентина
- TAM VCA (исп. Vehículo de Combate Ambulancia) — бронированная медицинская машина, созданная на базе среднего танка TAM.

Беларусь
- ППМП (передвижной пункт медицинской помощи) — белорусская бронированная медицинская машина, созданная на основе бронетранспортёра МТ-ЛБу[4].

Болгария
- MT-LB SE — болгарская бронированная медицинская машина, созданная на базе бронированного транспортёра МТ-ЛБ.

Великобритания

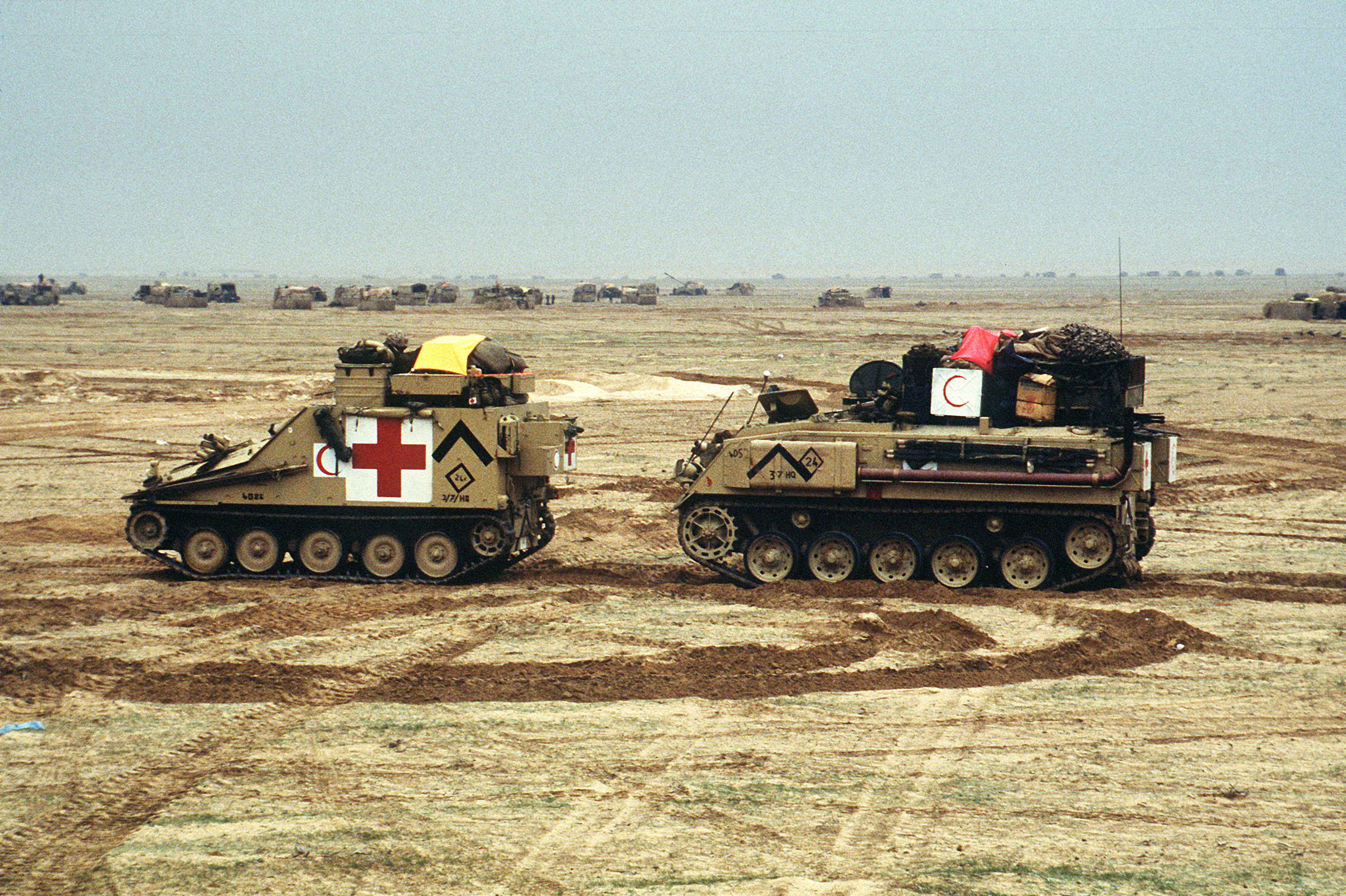
БММ FV104 «Самаритан» и FV432 «Aмбулансе»

- FV104 «Самаритан» — бронированная медицинская машина на базе  боевых бронированных машин серии CVR(T).
- FV4333 «Стормер Амбулансе» — бронированная медицинская машина на базе бронетранспортёра FV4333 Stormer.

Венгрия
- BTR-80 SKJ — венгерская бронированная медицинская машина, разработанная на основе бронетранспортёра БТР-80[5][6].

Германия

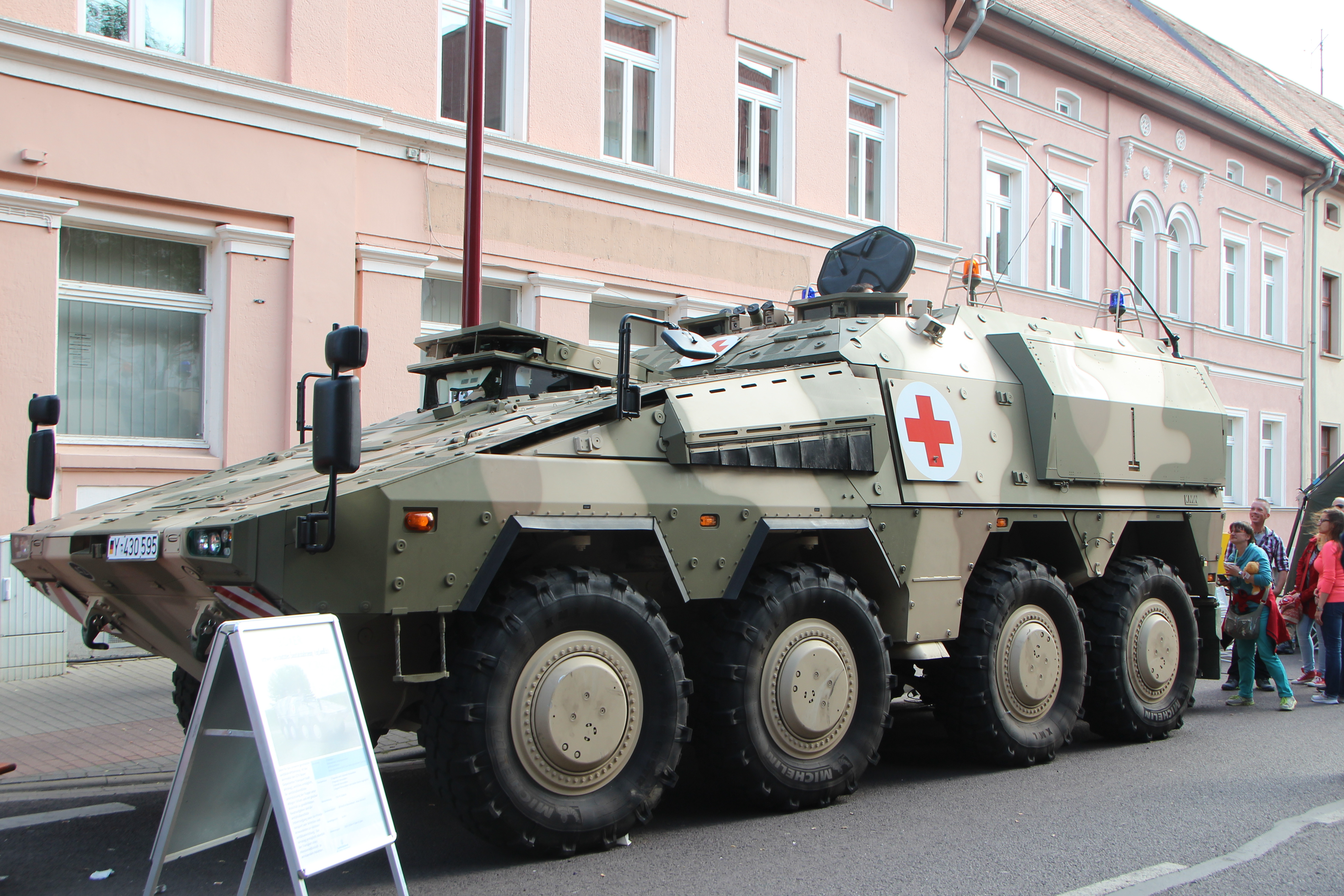
Boxer GTK

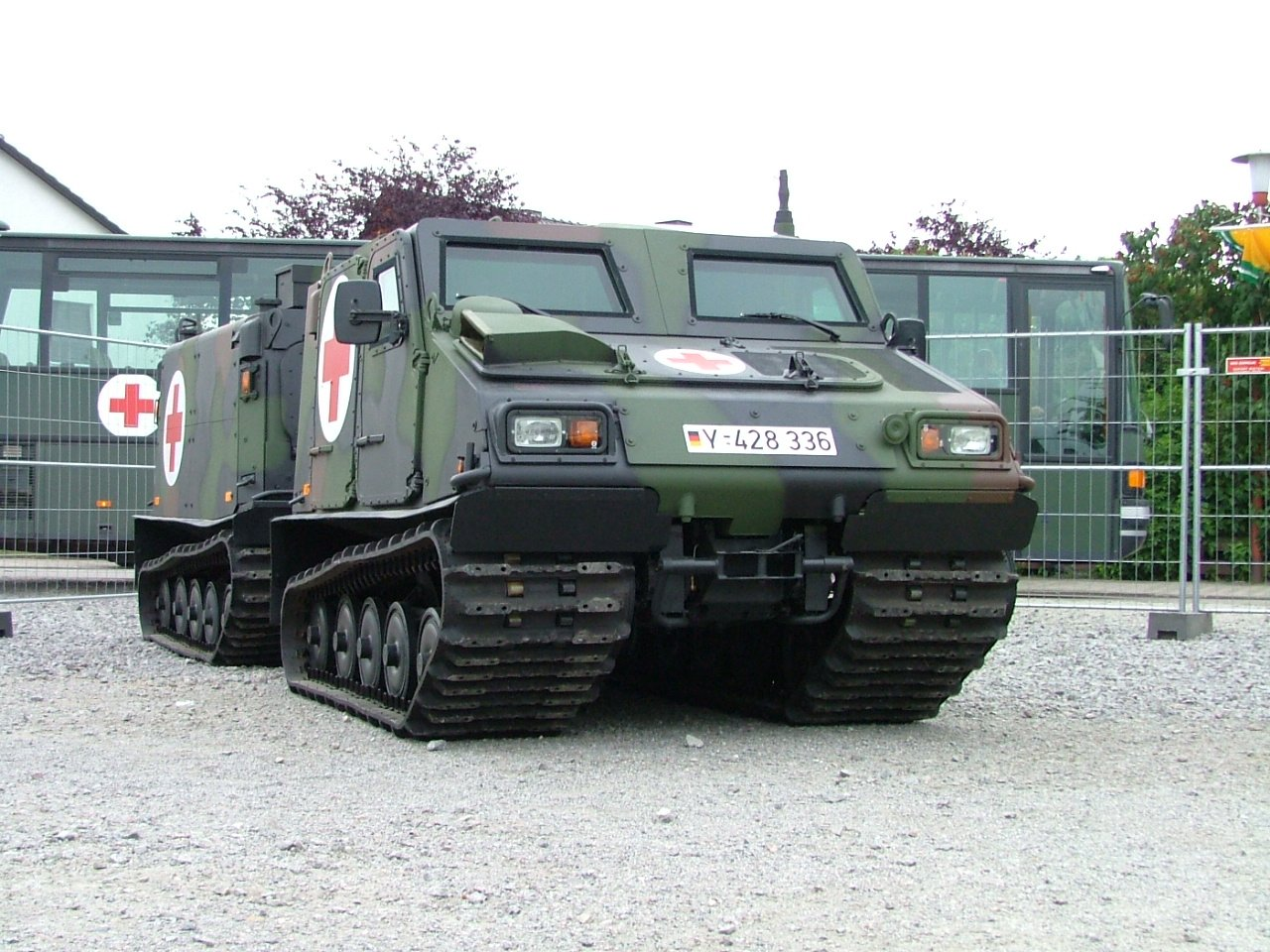
BV 206 S Ambulance

- Boxer GTK — германо-нидерландская бронированная медицинская машина (при установке соответствующего медицинского модуля) на основе бронетранспортёра Boxer[7][8]. Медицинский модуль более высокий, чем у боевых модулей (высоты салона 1,85 м), внутренний объём 17,5 м3. Комплектации медицинского имущества у голландской и немецкой армии разные. БММ «Boxer GTK» имеет разные варианты: санитарного транспортёра; для оказания врачебной помощи (проведение оперативных вмешательств). Эвакоёмкость: 7 сидячих + 3 раненых на носилках, или 3 сидячих + 2 раненых на носилках.
- BV 206 S Ambulance — двухзвенная сочленённая бронированная медицинская машина на базе вездехода BV 206 S.

Грузия
- Дидгори Медэвак — грузинская бронированная медицинская машина из семейства бронемашин Дидгори.

Польша

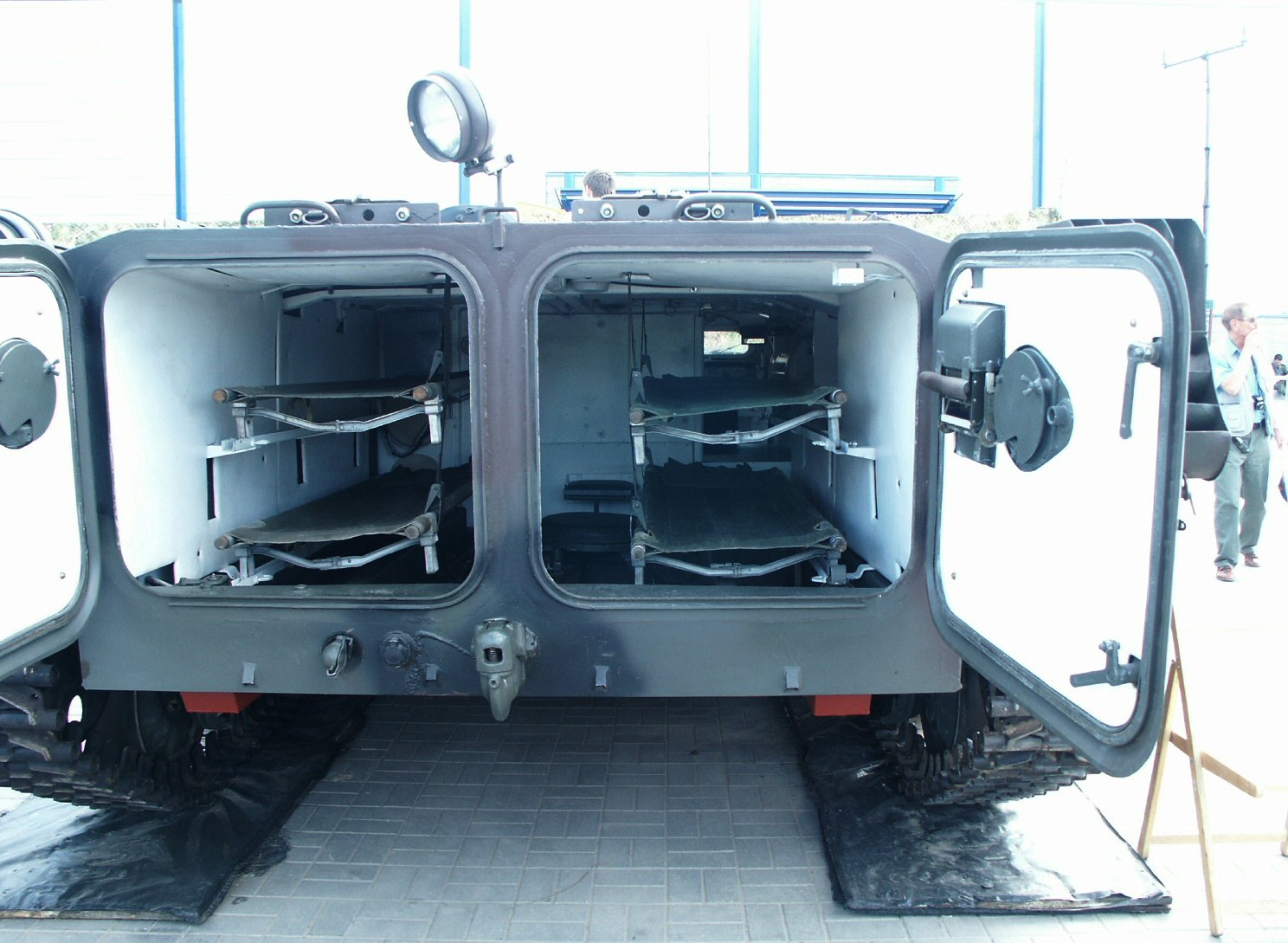
МТЛБ-Лотос

- WEM Lotos — польская бронированная медицинская машина, созданная на базе бронированного транспортёра МТ-ЛБ.
- Rosomak-WEM — польская бронированная медицинская машина, созданная на базе бронетранспортёра Росомак[9].

Россия

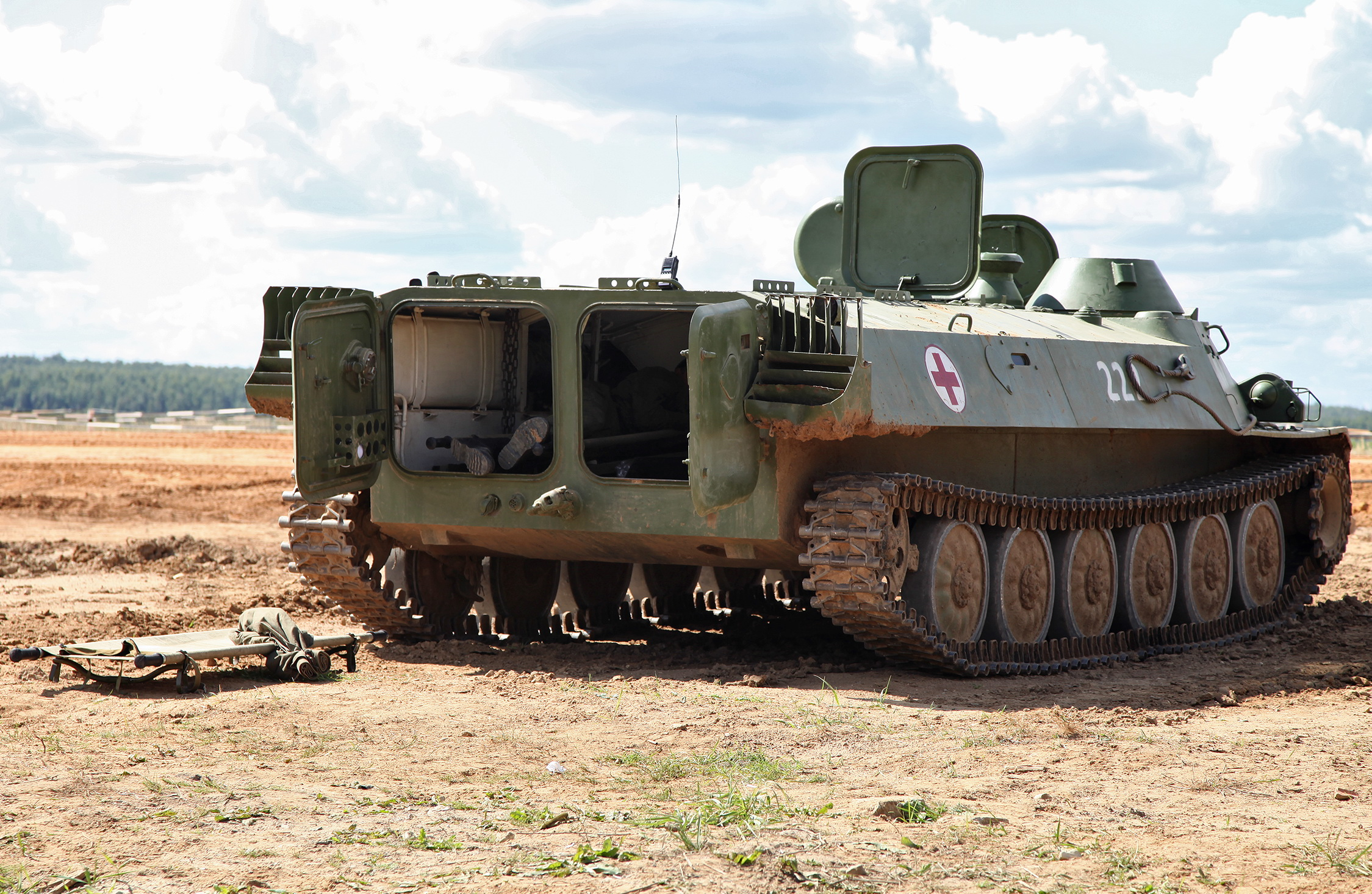
БММ на базе МТ-ЛБ оборудована для размещения медицинских носилок, на борту эмблема Красного Креста

- БММ (БММ-1, БММ-2, БММ-3) — серия российских бронированных медицинских машин, созданных на базе боевой машины пехоты БМП-1[11][12].
- БММ-80 «Симфония» (БММ-1, БММ-2, БММ-3) — серия российских бронированных медицинских машин, созданных на базе бронетранспортёра БТР-80 в конструкторском бюро Горьковского автомобильного завода (ГАЗ-59039)[13][14][15][16].
- БММ-Д «Травматизм» (БММ-Д1, БММ-Д2, БММ-Д3) — серия российских бронированных медицинских машин для оснащения медицинских подразделений воздушно-десантных частей, созданы на базе бронетранспортёра БТР-МД.
- БММ «Сухожилие» — российская бронированная медицинская машина, созданная на базе бронетранспортёра БТР-90. Разработка прекращена на этапе испытания опытного образца.

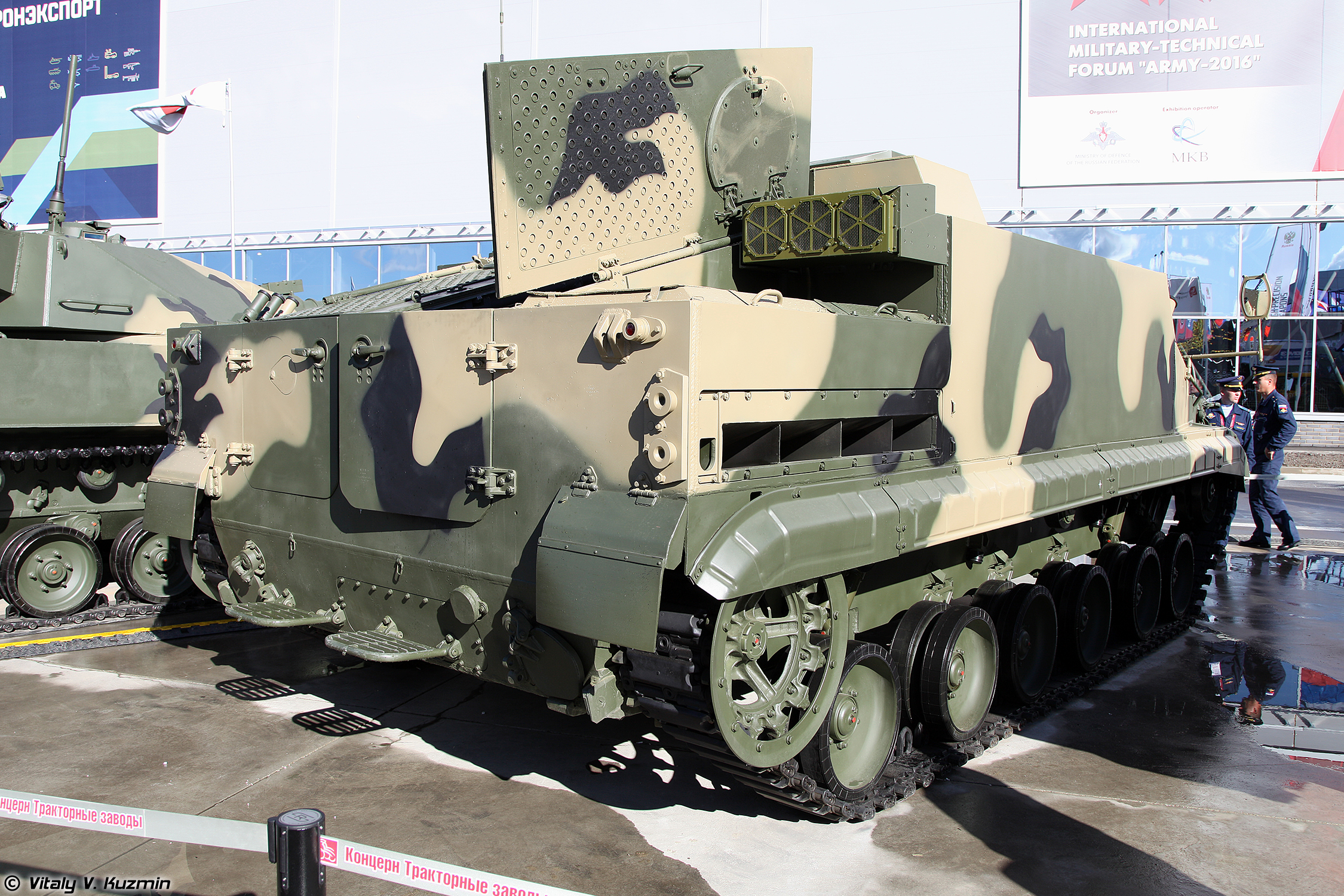
БТ-3Ф

- БММ-К «Курганец-М» (БММ-К1, БММ-К2) — разрабатываемая серия российских бронированных медицинских машин на базе БМП-3 (БТ-3Ф)[17][18][19].
- ГАЗ-3937 «Водник» (БММ-1, БММ-2 — при оборудовании бронированными медицинскими модулями) — российские бронированные медицинские машины модульного типа[20]. Выпущено несколько опытных образцов, как и всех автомобилей семейства ГАЗ-3937.
- МТ-ЛБ (многоцелевой транспортёр лёгкий бронированный) — в базовом варианте, при комплектовании специальным медицинским оборудованием используется как бронированная медицинская машина[2][21][22][23].
- ГТММ (гусеничный транспортёр медицинский многофункциональный) — бронированная медицинская машина, созданная на базе ГТ-СМ[2].

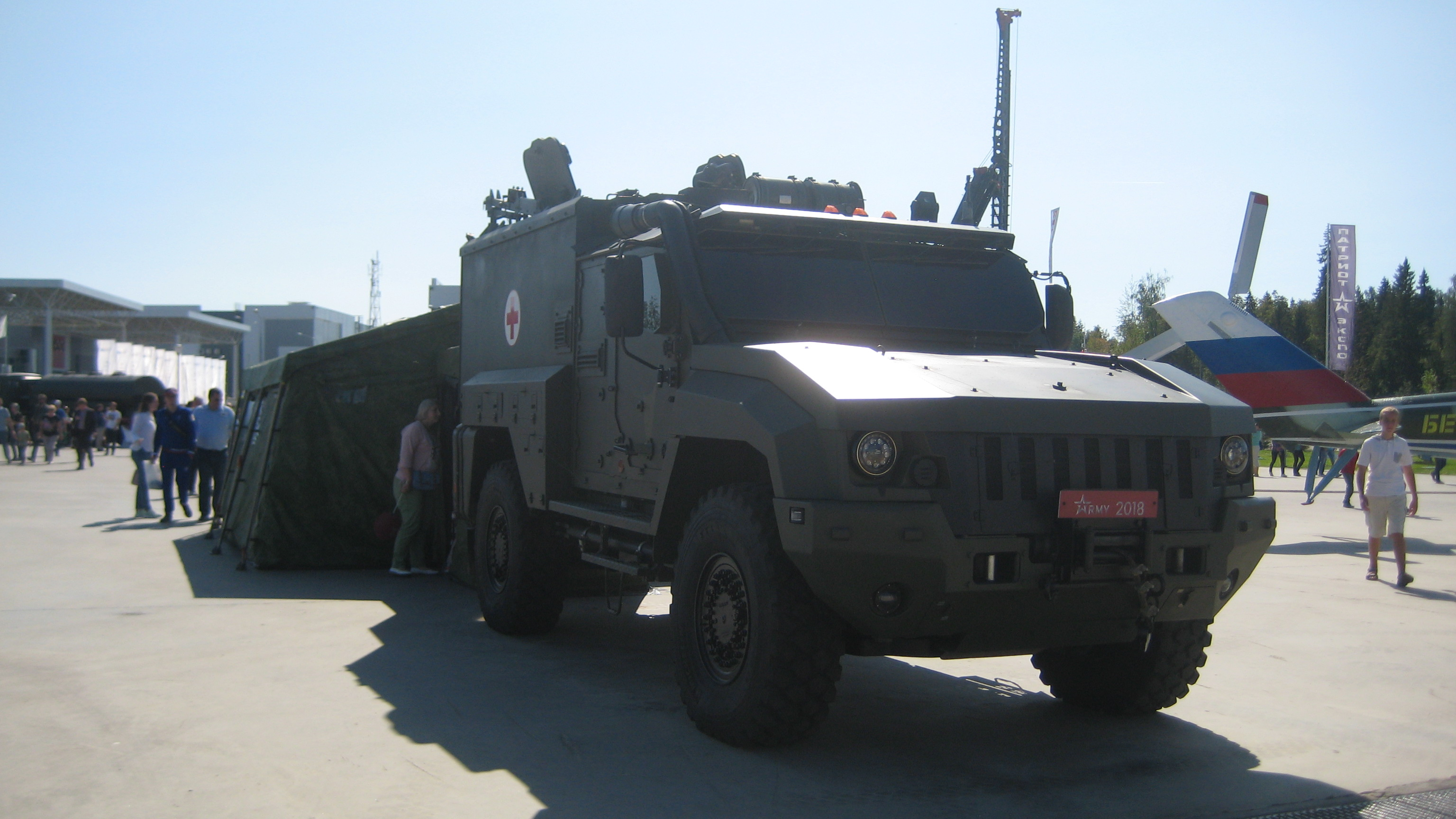
БММ «Линза» в версии ЗСА-П на выставке, 2018

- «Линза» (ЗСА-Т и ЗСА-П) — модификации БММ (санитарный транспортёр/санитарный автомобиль и медицинский пункт) на базе бронеавтомобиля «Тайфун 4х4»[10][24][25]. C 2020-2021 гг. начал поступать на снабжение ВС РФ[26].

США
- AMEV, AMTV (англ. Armored Medical Evacuation/Treatment Vehicle) — серия бронированных медицинских машин США, созданных на базе боевой машины пехоты M2A3/M3A3 Брэдли.
- M1133 Stryker MEV[англ.] (англ. Medical Evacuation Vehicle) — бронированная медицинская машина США на базе семейства бронетранспортёров Страйкер.

Украина
- БММ-4С — бронированная медицинская машина, разработанная Харьковским конструкторским бюро машиностроения на основе бронетранспортёра БТР-4Е. Построено не менее восьми.
- БММ-70 «Ковчег» — бронированная медицинская машина, разработанная ГП «Николаевский бронетанковый завод» на основе бронетранспортёра БТР-70ДИ. Сделано 6.
- БСЭМ-4К (бронированная санитарно-эвакуационная машина) — бронированная медицинская машина на базе бронетранспортёра БТР-4Е, разработанная для вооружённых сил Ирака.
- БТР-80УП-М — бронированная медицинская машина, разработанная на основе бронетранспортёра БТР-80УП.
- СЭМ (санитарно-эвакуационная машина) — бронированная медицинская машина, разработанная на основе боевой машины пехоты БМП-1.

Финляндия

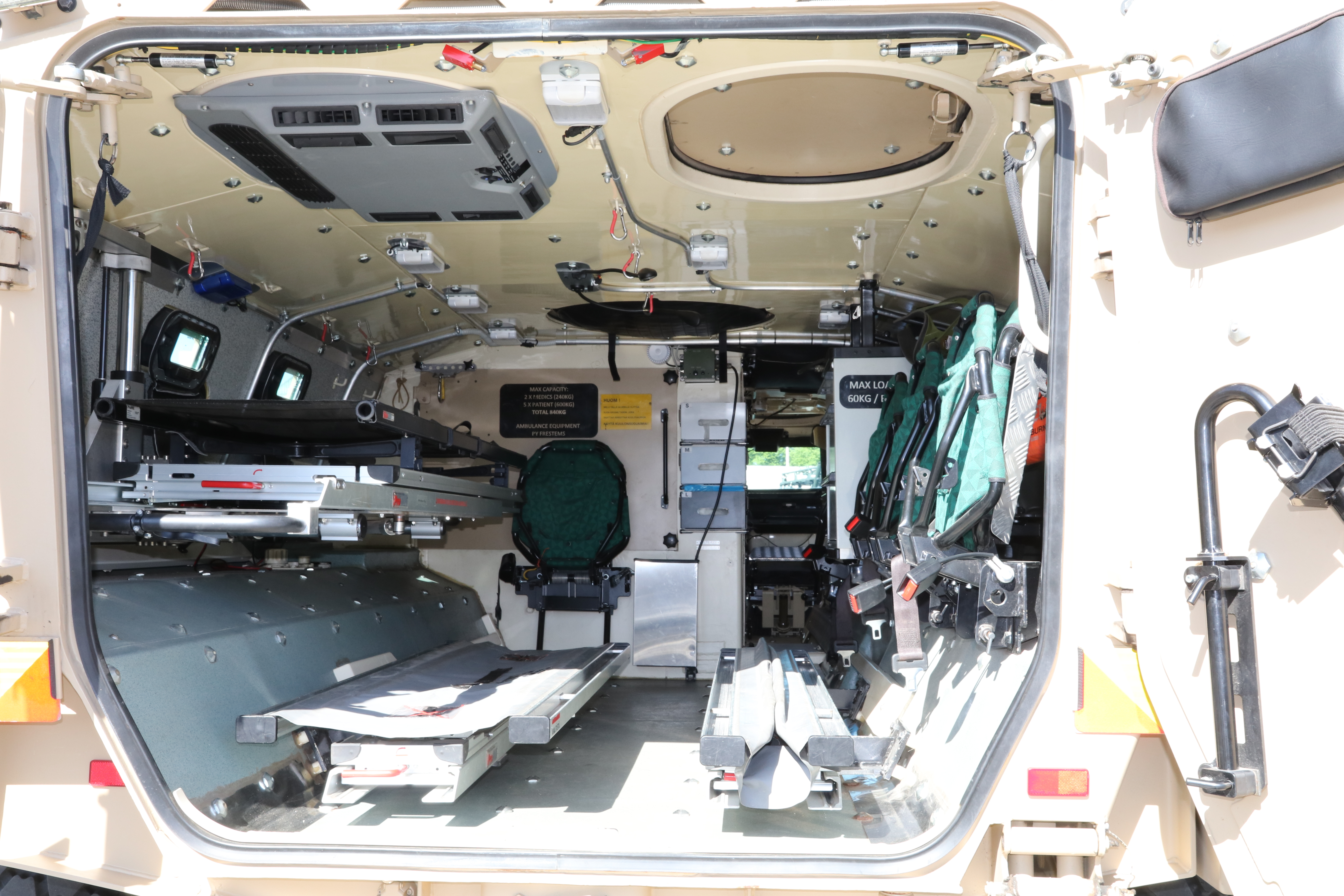
XA-185AS (внутренность с кормы)

- XA-185AS — финская бронированная медицинская машина, на базе бронетранспортёра XA-185.

Франция

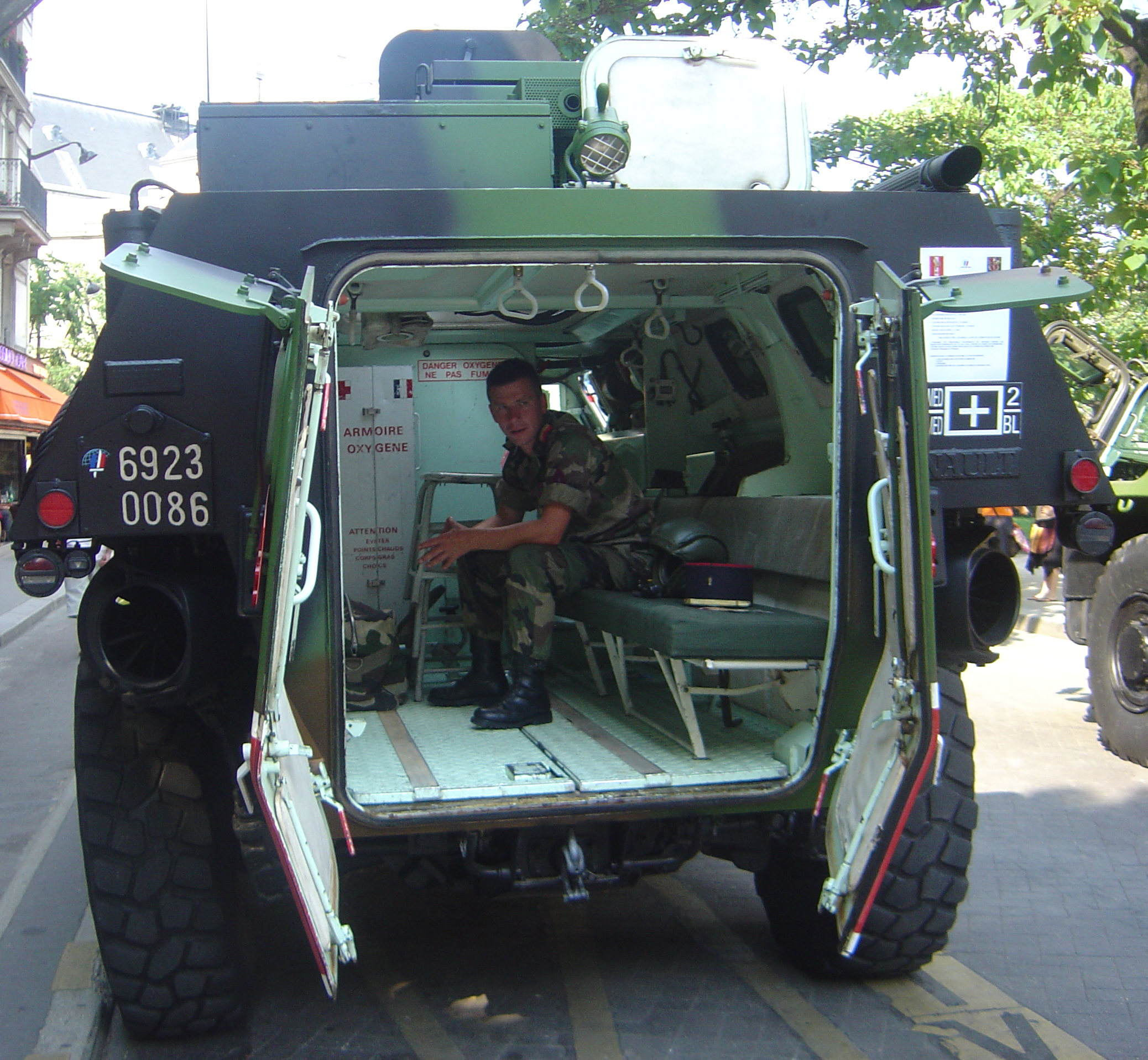
VAB SAN (внутренность с кормы)

- VAB SAN — французская бронированная медицинская машина, разработанная на основе бронетранспортёра VAB.

Чехословакия
- AMB-S — чехословацкая бронированная медицинская машина, разработанная на основе боевой машины пехоты БМП-1[27]. В отличие от БМП, у БММ отсутствует башня и вооружение, высота корпуса в задней части машины выше на 0,6 м, внутренний объём больше, увеличена высота задних люков. Позволяет оказывать первую врачебную помощь в полном объёме. Вес 13,6 т, длина 6,8 м, ширина 2,95 м, высота 2,1 м. Максимальная скорость по шоссе 60 км/ч, на плаву 7 км/ч[28].

Швеция

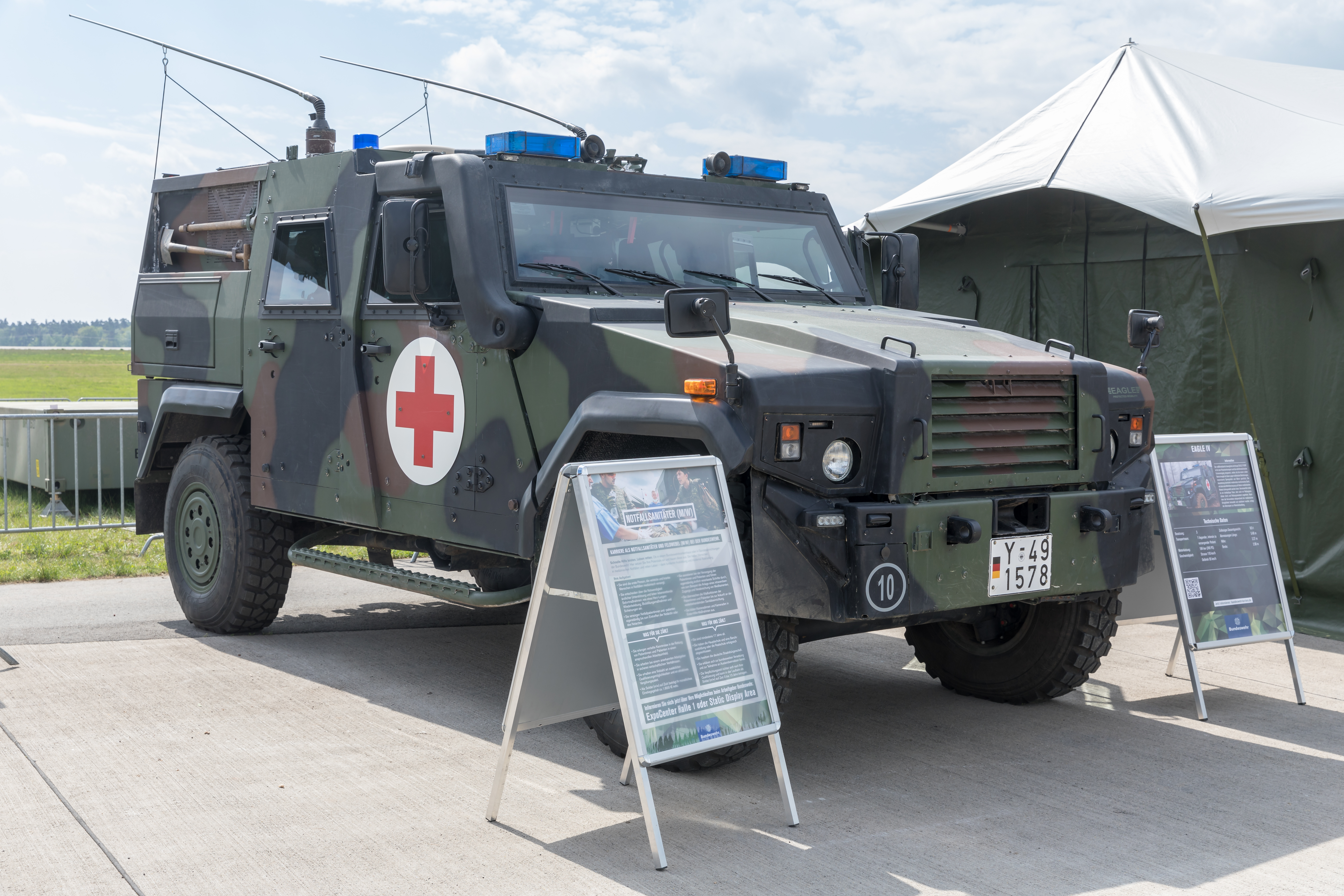
Немецкая БММ на шасси MOWAG Eagle IV (Швеция)

- Sjvpbv 4024 (sjukvårdspansarbandvagn) — шведская бронированная медицинская машина, созданная на базе бронированного транспортёра МТ-ЛБу[29].

## Современные технологии
Бронированные медицинские машины в ближайшем будущем будут оснащаться телемедицинскими комплексами и роботизированной медицинской аппаратурой.

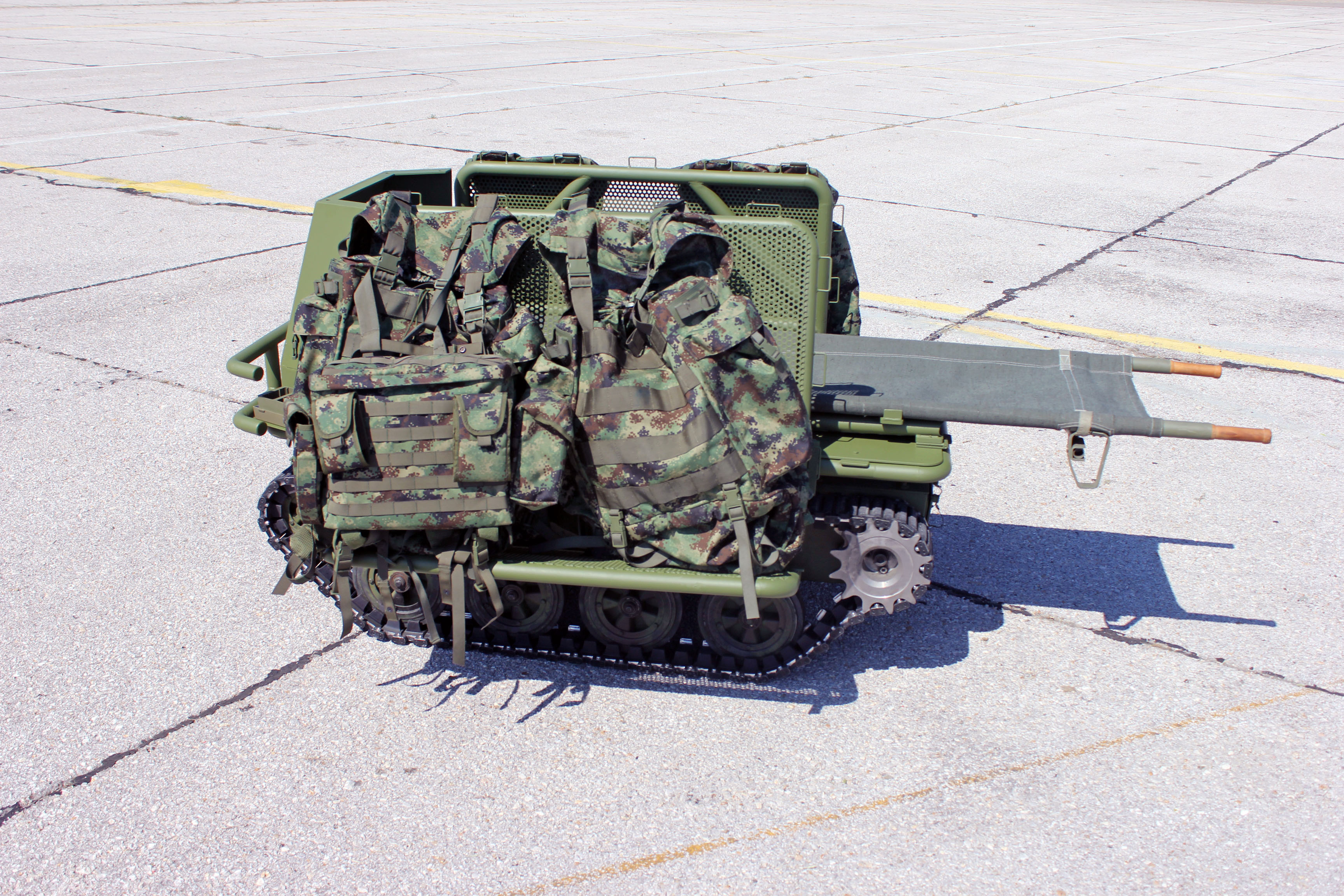
Модификация сербского наземного беспилотного аппарата «Милош» для розыска и эвакуации раненых с поля боя

Разрабатываются беспилотные роботизированные комплексы для розыска и эвакуации раненых с поля боя.

## Сравнительное фото Stryker (БТР и БММ)
| |  |  |  |
| У медицинского M1133 «Stryker-MEV» (1 и 3 фото), в отличие от боевого M1126 «Stryker-ICV», корпус выше, отсутствует вооружение, внутри просторней |  |  |  |